# Frankie Lymon and the Teenagers
Frankie Lymon and the Teenagers, amerikansk sånggrupp i doo-wop-traditionen från Harlem, New York. 
Gruppen startade under namnet The Premiers 1955. Den fick sitt genombrott 1956 med Why Do Fools Fall In Love som gick upp till plats 6 på Billboardlistan, och nu räknas till de klassiska rocklåtarna från 1950-talet.
Frankie Lymon var bara 13 år när han slog igenom. Han hade både en röst och en scenpersonlighet som gjorde honom till stjärna över en natt. Fler hits följde, bland annat I Want You To Be My Girl och The ABC's of Love. Lymon dog av en drogöverdos 1968, 25 år gammal.
Övriga medlemmar i gruppen, som på första skivan kallades "The Teenagers, featuring Frankie Lymon", var Herman Santiago, Sherman Garnes, Joe Negroni (9 september 1940 – 5 september 1978) och Jimmy Merchant.
År 1993 valdes Frankie Lymon and the Teenagers in i Rock and Roll Hall of Fame.
År 1998 kom filmen Why Do Fools Fall In Love som handlar om rättstvisten om arvet efter Frankie Lymon, som där spelas av Larenz Tate.

## Diskografi
Album
- 1956 - The Teenagers Featuring Frankie Lymon
- 1986 - Frankie Lymon and The Teenagers: For Collectors Only (Samlingsalbum, 5 LP)

Singlar (Gee)
- 1956 - Why Do Fools Fall In Love / Please Be Mine
- 1956 - I Want You to Be My Girl / I'm Not a Know-It-All
- 1956 - I Promise To Remember / Who Can Explain
- 1956 - The ABC's Of Love / Share
- 1956 - I'm Not A Juvenile Delinquent / Baby, Baby
- 1957 - Teenage Love / Paper Castles
- 1957 - Love Is a Clown / Am I Fooling Myself Again
- 1957 - Out In The Cold Again / Miracle In The Rain
- 1957 - Goody Goody / Creation Of Love
- 1957 - Everything to Me / Flip Flop